# Свобода удару (фільм)
Свобода удару (англ. Freedom Strike) — американський бойовик 1998 року.

## Сюжет
Після закінчення дворічної війни в Перській затоці лідери арабських країн вирішили підписати мирний договір. Однак переговори зірвані терористами. Міжнародні сили швидкого реагування під кодовим ім'ям «Свобода удару» на чолі з Томом Діксоном одержують завдання впровадитися в середовище супротивників мирного договору, звільнити заручників і нейтралізувати сили ворога. Завдання ускладнене одною обставиною: на карту поставлено життя всього людства.

## У ролях
- Майкл Дудікофф — Том Діксон
- Тоун Лок — Тайлер Хайнс
- Фелісіті Ватерман — Медді Різ
- Джей Ентоні — полковник Рама
- Ніколас Костер — адмірал Торранс
- Джеймс Карен — президент Мітчелл
- Майкл Фейрмен — генерал Портер
- Френк Роман — Кейсі Біллапс
- Пенні Пейсер — Лінда
- Рон Харпер — Норман
- Шон Холленд — Гері
- Джеймс Ван Паттен — офіцер тактичних дій
- Білл Ланглуа Монро — капітан Мель
- Джон Путч — Стенлі Шоу
- Ніколас Каді — лейтенант Кербелі
- Аліссія Міллер — доктор флоту
- Джон Майкл Вон — лейтенант Вест
- Тейлор Сазерленд — радист